# Ocana
Ocana je naselje in občina v francoskem departmaju Corse-du-Sud regije - otoka Korzika. Leta 1999 je naselje imelo 394 prebivalcev.

## Geografija
Kraj leži na zahodni strani otoka Korzike 25 km severovzhodno od središča Ajaccia.

## Uprava
Občina Ocana skupaj s sosednjimi občinami Bastelica, Cauro, Eccica-Suarella in Tolla sestavlja kanton Bastelica; slednji se nahaja v okrožju Ajaccio.